# Cafone
Cafone è un termine usato per definire una persona dai modi incivili e rozzi. In origine il termine definiva un contadino dell'Italia meridionale e non aveva un'accezione negativa, successivamente è stato traslato verso il significato odierno.

## Etimologia
L'origine del termine è sicura e un soggetto rozzo grezzo; molti dizionari (come lo Zingarelli) la danno per rusticano.
Il Devoto-Oli. Vocabolario della lingua italiana riprende l'ipotesi avanzata per primo da Carlo Salvioni e accettata sia da Alberto Nocentini ne l'Etimologico che dal LEI, che il sostantivo cafone derivi dal verbo cavare nel senso di «scavare, zappare, rivoltare la terra». Il suffisso -one, come in altri sostantivi deverbali quali chiacchierone, beone, mangione, brontolone, sgobbone, ecc., denota il ripetersi continuato fino all'eccesso dell'attività sostanziata nel verbo. Il passaggio fonetico da /v/ a /f/ è del resto ben documentato nell'Italia meridionale.
Questa proposta etimologica appare al giorno d'oggi estremamente probabile per non dire sicura. Tuttavia, nel corso del tempo, sono state proposte varie spiegazioni alternative, tuttora popolari in rete ma per lo più prive fondamento metodologico. Ad esempio, è popolare la seguente interpretazione: nell'entroterra della provincia di Terra di Lavoro ovverosia nel basso Lazio, intorno al 1400, quando nei comuni del frusinate o della Pianura campana arrivavano gli abitanti dei villaggi montani delle zone adiacenti, con delle funi arrotolate intorno alla spalla o alla vita, per acquistare il bestiame nelle fiere, questi venivano identificati dagli abitanti locali come quelli cu 'a fune, cioè «con la fune». Secondo un'altra tradizione, quando le nobili famiglie napoletane avevano la necessità di traslocare, chiamavano chille cu 'a fune, ovvero la ditta di trasloco che con funi e carrucole passava il mobilio dai piani al terreno, poi sempre «câ fune» (con la corda) assicuravano il tutto ai carri. Data la bassa scolarità del personale, chille cu 'a fune si trasforma in chille cafune (da cui poi, per retroformazione, il singolare cafone) e in italiano corrente quei cafoni. Sempre in tema di derivazione napoletana, il termine cafone trarrebbe origine dall'espressione utilizzata per indicare gli abitanti delle campagne che, in occasione degli affollati mercati cittadini, arrivavano tenendosi legati cu 'a fune, «con la fune», per non perdersi l'un l'altro. Tuttavia, in napoletano antico, l'articolo determinativo era la (come tuttora in alcune zone dell'Irpinia) e il passaggio per aferesi alla variante 'a si sarebbe avuto solo a cavallo tra la fine del XIX secolo e l'inizio del XX secolo. Ciò rende quest'ipotesi estremamente improbabile e non gode di credito presso gli studiosi di etimologia.
Altre ipotesi parlano di una derivazione dal latino cabōne(m) (da cabō, cabōnis, «cavallo castrato») oppure dal nome di un centurione romano di nome Cafone (in latino Cafō, Cafōnis). Due anni dopo la morte di Cesare (15 marzo 44 a.C.), venne dedotta in Benevento (42 a.C.) una colonia di veterani che aveva combattuto col dittatore un po' dovunque, dalla Gallia, alla Bretagna, nella Spagna, in Grecia edin Egitto. La deduzione fu voluta da Antonio collega del consolato di Cesare e ora rivale del suo erede Ottaviano e fu guidata da Lucio Munazio Planco che si orientò verso Ottaviano quando gli eventi si volsero propizi a quest'ultimo. Fra gli invitati a distribuire i nuovi lotti nell'agro pubblico del Sannio e della Campania, operò un rozzo centurione di nome Cafo che s'insediò con i suoi nel territorio di Capua dove prese a spadroneggiare; e dovettero apparire rozzi e villani a quei campani che conservavano la luce di una vetusta civiltà e il culto per l'eloquenza, la poesia, la musica e il canto. Cafōnes furono i seguaci di Cafone e il nome penetrato nell'uso popolare si diffuse nelle altre località del Mezzogiorno, dov'è adoperato per indicare persone poco use alla vita cittadina, ma soprattutto di modi inurbani e rozzi.
Un altro studioso dà l'origine dal greco κακόφωνος kakófonos «colui che parla male» per via della scarsa cultura dei contadini. Così anche nel "Vocabolario napolitano-toscano" di Raffaele d'Ambra, citato agli inizi del XX secolo dal Panzini.
Secondo una controversa analisi linguistica di Giovanni Semerano, il termine cafone, al pari del greco κάπη kápē «greppia, mangiatoia», si chiarisce con accadico qabû «stalla» e accadico enu, sumero en «signore». Trasparente il significato: «signore della stalla»; «padrone di greggi, armenti», così come in latino pecus, pecoris «pecora» e pecu, pecūs «bestiame» da cui pecunia «denaro, ricchezza». In tale veste, cafone, in cui è avvenuto lo scambio di labiale f < b, richiama l'accadico qabûm «comandante, che dà ordini». Il significato, traslato, di persona sgarbata, rozza, arrogante, inurbana, trae origine dal tono burbero, ruvido, brusco, severo, con il quale il cafone dà voce e comunica con i suoi animali. Tuttavia, vista la solida base latina di tutti i dialetti italiani, quest'ipotesi è analogamente assai improbabile.

## Letteratura
Questa parola è stata usata spesso da Ignazio Silone nei suoi romanzi, laddove con cafone egli indicava il contadino ingenuo, appena possibile cattivo, ma più facilmente beffato a sua insaputa. Silone s'illudeva che un giorno il significato di cafone avrebbe avuto una valenza positiva, motivata dal cambiamento in meglio del cafone. Tale cambiamento è mancato, e dare del cafone a una persona continua a voler indicare quella persona come di basso intelletto e bassi istinti oppure dalle maniere rozze e scurrili, indipendentemente dallo status economico che la persona possiede.